# Distretto di Huayo
Il distretto di  Huayo è uno dei tredici distretti della provincia di Pataz, in Perù. Si trova nella regione di La Libertad e si estende su una superficie di 124,63 chilometri quadrati.